# Fátima Pelaes
Fátima Lúcia Pelaes (Macapá, 13 de fevereiro de 1959), é uma socióloga e política brasileira, filiada ao Republicanos. Foi deputada federal pelo Amapá (1991-2003 e 2007-2015) e Secretária Especial de Políticas para as Mulheres no governo de Michel Temer. Também foi Presidente do MDB Mulher.

## Biografia
Fátima é filha de Marcolina Pelaes, e se formou em sociologia na Universidade Federal do Pará. Também é Especialista em Planejamento e Administração de Projetos de Geração de Renda, pelaUniversidade Federal do Ceará. É casada com o professor Sivaldo Brito, e são pais de Yuri Pelaes Brito.
É cristã evangélica, sendo membro da Igreja Evangélica Assembleia de Deus.

## Carreira
Fátima foi membro da Federação de Órgãos para Assistência Social e Educacional (Fase), em Belém (1981) e da Pastoral Carcerária do Amapá (1982-1986). Foi Superintendente da LBA em Macapá (1986-1989), Secretária de Trabalho e Cidadania do Amapá (1983-1985), Secretária de Turismo do Estado do Amapá (2004-2006); e Presidente do Instituto Teotônio Vilela, Amapá (2003-2004).
Na campanha de 2006, declarou ao Tribunal Superior Eleitoral (TSE) possuir dois veículos e uma casa, e R$ 300.000,00 em gastos máximos de campanha.
Representou seu Estado na Câmara dos Deputados por cinco mandatos  e esteve à frente da Lei Orgânica da Assistência Social, participando como relatora. É de sua autoria a Lei n° 11.942/2009, que garantiu assistência às mães e gestantes presidiárias e obrigou a instalação de berçário para amamentação e creche nas unidades prisionais.
É de sua autoria também a Lei de n° 10.421/2012, que garante licença-maternidade às mães adotivas.

## Controvérsias

### Aborto
A nomeação de Pelaes pelo presidente interino Michel Temer para a Secretaria de Políticas para Mulheres causou controvérsia. Durante uma discussão sobre o Estatuto do Nascituro na Câmara dos Deputados, em que revelou publicamente que nasceu, ela própria, de um abuso sexual sofrido pela mãe, a então deputada se posicionou de forma contrário ao direito ao aborto, mesmo em casos de estupro. Pelaes também foi presidente da Frente Parlamentar da Família e Apoio à Vida.
Ao Instituto Patrícia Galvão, organização social sem fins lucrativos voltada à comunicação e direitos das mulheres, a advogada Silvia Pimentel, representante do Brasil no Comitê sobre a Eliminação da Discriminação contra a Mulher da ONU, afirmou que a decisão “é uma afronta”. “O Estado moderno democrático, que há centenas de anos estamos buscando, é um estado laico. E é um verdadeiro retrocesso se ela tiver sido indicada precisamente por um grupo religioso, no sentido de opor-se às bandeiras das mulheres”, disse.
No dia 6 de junho, servidores protestaram contra nomeação da ex-deputada Fátima Pelaes para o cargo. Dezenas de integrantes de uma frente de trabalhadores das secretarias da Juventude, Igualdade Racial e Direitos Humanos, além da SPM, fizeram um ato de repúdio à escolha da ex-deputada para o cargo.

### Cultos no gabinete
Em 2017, a Secretária Fátima Pelaes foi denunciada por realizar cultos evangélicos na sede do órgão em Brasília e constranger profissionais da pasta a participar dos atos. Fátima não se pronunciou diante da Comissão de Ética Pública da Presidência da República, que não aplicou nenhuma sanção, apenas recomendando à titular da pasta para que não realize mais este tipo de manifestação religiosa em seu gabinete administrativo, durante o horário de expediente.

### Investigação
É investigada na Operação Voucher, suspeita de ter destinado R$ 4 milhões de uma emenda parlamentar para uma ONG vinculada à área de turismo, onde trabalhava uma sobrinha.
Informações desabonadoras sobre a socióloga foram apagadas e informações elogiosas foram incluídas por editores anônimos nesta página na Wikipédia a partir de computadores ligados à rede do Palácio do Planalto.